# Casa consistorial de Maella
La casa consistorial de Maella es un edificio formado por dos partes: el palacio gótico en la parte baja y encima la torre del reloj, de época barroca. 
El edificio es de planta casi rectangular construido originalmente como parte de la puerta de la muralla y en el siglo XV se convirtió en un palacio fortificado, del que todavía quedan las almenas que coronan el edificio y algunas aspilleras.
Entre el final del siglo XVI y el siglo XVII se hizo una importante reforma que incluye el añadido de la torre. En el siglo XVII pasó a ser sede del consistorio. De esta época son también las portadas exteriores, una de tipo clasicista con un entablamento curvo y columnas salomónicas, y la otra más barroca con dos cuerpos enmarcados por un orden gigante de pilastras.
En la actualidad está catalogado como Bien de Interés Cultural.